# Primadonna
Eine Primadonna (italienisch, eigentlich „erste Dame“) war ursprünglich die „erste“ Sängerin einer Operngesellschaft, sie sang die Hauptrolle in einer Oper. Der ursprünglich neutrale oder sogar objektive Begriff erlebte mit der Zeit einen Bedeutungswandel und wird heute manchmal negativ oder abwertend verstanden.

## Geschichte
Seit dem 17. Jahrhundert wurde die wichtigste Sängerin eines italienischen Opernensembles bzw. einer Oper als prima donna bezeichnet, während man den wichtigsten männlichen Sänger – in der Regel ein Kastrat – entsprechend als primo uomo (italienisch: erster Mann) bezeichnete. Die zweitwichtigsten Rollen nannte man entsprechend seconda donna (zweite Dame) und secondo uomo (zweiten Mann). Ursprünglich war damit keineswegs eine Abstufung nach genauen Stimmlagen gemeint, prima donna und primo uomo waren also nicht unbedingt die Sängerin bzw. der Sänger mit der höchsten Stimme, zumal auch Sopranstimmen im Barock nicht unbedingt bis an ihre Obergrenze hinaufgeführt wurden. So war beispielsweise der Altist Senesino ein primo uomo. Trotzdem war das System der ersten oder zweiten Sänger nicht völlig willkürlich, sondern hing mit gewissen Qualitäten eines Sängers zusammen, wie Stimmschönheit, Größe und Volumen der Stimme, Virtuosität in Verzierungen (u. a. Triller) und Koloraturen, und Ausdruckskraft. Auch Alter, Reife, Bekanntheit oder Berühmtheit spielten eine Rolle. So begannen sehr junge, jugendliche Sängerinnen und Sänger normalerweise noch nicht sofort als prima donna oder primo uomo, konnten aber bei entsprechenden Qualitäten schnell dazu aufsteigen.
Im System der Opera seria des 18. Jahrhunderts gab es genau vorgeschriebene Abstufungen zwischen den Sängern, so hatten die prima-/primo-Partien Anrecht auf die meisten Arien (normalerweise je 5), die auch besonders abwechslungsreich gestaltet sein mussten, die seconda/secondo-Partien erhielten entsprechend weniger Arien (z. B. je 3) usw.
Mit der Zeit, schon im 18. Jahrhundert, kam es zu einer immer größeren Vorliebe für Sopranstimmen, die auch bald immer weiter nach oben geführt wurden. Auch Händel bevorzugte als Klangfarbe der prima donna eine Sopranistin. So waren an seinem Opernhaus zeitweise zwei Primadonnen angestellt: Francesca Cuzzoni und Faustina Bordoni. Die Stimme der letzteren entwickelte sich später zu einem Mezzosopran oder Alt, aber vom Status her und aufgrund ihrer überragenden musikalischen Qualitäten blieb sie eine prima donna.
Bei zwei nahezu gleichrangigen Sängerinnen wurde auch zwischen der Primadonna assoluta (italienisch: absolute Primadonna) und der ihr nachgeordneten Primadonna altra (italienisch: andere Primadonna) unterschieden. Ein Beispiel dafür ist Donizettis Oper Maria Stuarda (1834/35) mit zwei beinahe gleichgestellten Frauenrollen (die Titelrolle und die Königin Elisabeth). Der Begriff Primadonna assoluta meint allerdings auch eine Sängerin, die so überragend ist, dass sie viele oder alle anderen Primadonnen übertrifft.
Als sich in der zweiten Hälfte des 18. und im frühen 19. Jahrhundert auch die Opera buffa immer mehr durchsetzte, wurde auch zwischen einer primadonna seria und einer primadonna buffa unterschieden, da es Sängerinnen gab, die in erster Linie oder ausschließlich für tragische Rollen geeignet waren, wie z. B. die primadonna seria Giuditta Pasta, während andere vom Stimmcharakter und Naturell besonders oder auch für die komische Oper geeignet waren. Man konnte jedoch auch beides zugleich sein.
Nachdem die Kastraten auf der Opernbühne zu Beginn des 19. Jahrhunderts aus verschiedenen Gründen „ausstarben“, blieben nur noch die Primadonnen übrig, von denen sich einige beim Publikum oft großer Beliebtheit erfreuten (Beispiele: Angelica Catalani, Giuditta Pasta, Maria Malibran, Henriette Sontag, Eugenia Tadolini, Fanny Persiani und Jenny Lind).
Als unerreichte „Primadonna assoluta“ des 20. Jahrhunderts wird Maria Callas gesehen. Die Neue Zürcher Zeitung attestierte der russischen Sopranistin Anna Netrebko „eine phänomenale Stimmkontrolle“ und bezeichnete sie als „wohl die einzige verbliebene Primadonna assoluta unserer Zeit“.

## Übertragene Bedeutung
Primadonnen galten (ähnlich wie auch Kastraten) oft als besonders kapriziös. Nachdem sich die Oper und der musikalische Geschmack im 19. Jahrhundert stark veränderte und das Wort Primadonna aus seinem ursprünglichen Kontext herausgerissen erscheint, kam es zu einer Bedeutungsverschiebung, bei der schließlich der negative Beigeschmack in den Vordergrund gerückt wurde. Später kam seitens der Presse und des Publikums auch der Begriff Diva auf (italienisch: diva = Göttin), der einerseits zwar irgendeine überragende Qualität bezeichnet, aber oft ebenfalls mit launischen und versponnenen Allüren verbunden wird (und nicht unbedingt auf Sängerinnen beschränkt ist). Rivalitäten zwischen „Primadonnen“ wie Maria Callas und Renata Tebaldi wurden in den Medien oft gnadenlos ausgeschlachtet und hochgespielt, und der Begriff selber dadurch vollends korrumpiert.
Heute findet der Begriff im ursprünglichen Sinne nur noch selten, vor allem in Fachkreisen, Verwendung, dagegen bezeichnet man schwierige, von sich selbst eingenommene Frauen oder auch Männer gelegentlich als „primadonnenhaft“.